# Наталія Вербеке
Наталія Вербеке (ісп. Natalia Verbeke), (23 лютого 1975, Буенос-Айрес, Аргентина) — іспанська акторка театру і кіно. Закінчила Королівську школу драматичного мистецтва.

## Вибіркова фільмографія
- Син нареченої (2001)
- Крапки над і (2003)
- Футбольні дні (2003)
- В хронологічному порядку ([1]) :

| Назва фільму                                      | Рік  | Оригінальна назва                   |
| Дні кіно                                          | 1991 | Días de cine                        |
| Серце, серце                                      | 1993 | Corazón, corazón                    |
| Кіножурнал                                        | 1996 | Magacine                            |
| Продовження...                                    | 1996 | Continuarà...                       |
| Від серця                                         | 1997 | Corazón de...                       |
| Хороший хлопець                                   | 1998 | Un buen novio                       |
| Іспанська версія                                  | 1998 | Versión española                    |
| Ніхто нікого не знає                              | 1999 | Nadie conoce a nadie                |
| Кінець дороги                                     | 2000 | Carretera y manta                   |
| Касба                                             | 2000 | Kasbah                              |
| Стрибни завтра                                    | 2001 | Jump Tomorrow                       |
| Син нареченої                                     | 2001 | El hijo de la novia                 |
| Тиша?                                             | 2002 | Silenci?                            |
| Інша сторона ліжка                                | 2002 | El Otro lado de la cama             |
| Пристрасно закохані                               | 2002 | Apasionados                         |
| Крапки над І                                      | 2002 | Dot the I                           |
| Болото                                            | 2003 | El pantano                          |
| Сім'я Серрано                                     | 2003 | Los Serrano                         |
| Дні футболу                                       | 2003 | Días de fútbol                      |
| Легенда про лицаря                                | 2003 | El Cid: La leyenda                  |
| Темпеста: порочна пристрасть                      | 2004 | Tempesta                            |
| Правдива гра                                      | 2004 | El juego de la verdad               |
| Гарне джерело                                     | 2005 | Buenafuente                         |
| На краю закону                                    | 2005 | Al filo de la ley                   |
| Метод                                             | 2005 | El método                           |
| Бий сильніше                                      | 2005 | A golpes                            |
| XX Премія Гойя                                    | 2006 | XX premios Goya                     |
| GAL                                               | 2006 | GAL                                 |
| 21-ша щорічна церемонія вручення нагород Академії | 2007 | XXI Premios Anuales de la Academia  |
| Аритмія                                           | 2007 | Arritmia                            |
| Прекрасний Отеро                                  | 2008 | La bella Otero                      |
| Доктор Матео                                      | 2009 | Doctor Mateo                        |
| 24-та щорічна церемонія вручення нагород Академії | 2010 | XXIV Premios Anuales de la Academia |
| Гала з нагоди 20-річчя                            | 2010 | Gala 20 aniversario                 |
| Жінки з 6-го поверху                              | 2010 | Les femmes du 6e étage              |
| Актриси                                           | 2011 | Actrices                            |
| Аляска і Маріо                                    | 2011 | Alaska y Mario                      |
| Кабаре Лоліти                                     | 2014 | Bienvenidos al Lolita               |
| Сімейне пограбування                              | 2017 | Mes trésors                         |
| Останній костюм                                   | 2017 | El último traje                     |
| Майбутнє вже має спогади                          | 2017 | El futuro ya tiene recuerdos        |

## Цікаві факти
Під час підготовки до ролі Вербеке намагається відтворити для себе запах майбутнього персонажу (у акторки вдома понад 100 різних парфумів).